# ناسيونال ساو باولو
النادي الوطني الرياضي (بالبرتغالية: Nacional Atlético Clube‏) ويُعرف محلياً باسم ناسيونال أو ناسيونال ساو باولو هو ناد كرة قدم برازيلي مقره في ساو باولو، تأسس عام 1919. كان يسمى سابقًا بنادي سكك حديد ساو باولو.

## وصلات خارجية
الموقع الرسمي